# Bubušinac
Bubušinac (izvirno srbsko Бубушинац) je naselje v Srbiji, ki upravno spada pod Občino Požarevac; slednja pa je del Braničevskega upravnega okraja.

## Demografija
V naselju, katerega izvirno (srbsko-cirilično) ime je Бубушинац, živi 676 polnoletnih prebivalcev, pri čemer je njihova povprečna starost 42,1 let (39,5 pri moških in 44,5 pri ženskah). Naselje ima 216 gospodinjstev, pri čemer je povprečno število članov na gospodinjstvo 3,90.
To naselje je, glede na rezultate popisa iz leta 2002, večinoma srbsko.
|  |

| Demografija | Demografija     | Demografija     |
| Leto        | Št. prebivalcev | Št. prebivalcev |
| ----------- | --------------- | --------------- |
|             |                 |                 |
|             |                 |                 |
|             |                 |                 |
|             |                 |                 |
| 1948        | 1095            |                 |
| 1953        | 1147            |                 |
| 1961        | 1230            |                 |
| 1971        | 1163            |                 |
| 1981        | 1122            |                 |
| 1991        | 1039            | 908             |
| 2002        | 992             | 844             |
|             |                 |                 |

| Etnična sestava po popisu iz leta 2002 | Etnična sestava po popisu iz leta 2002 | Etnična sestava po popisu iz leta 2002 | Etnična sestava po popisu iz leta 2002 | Etnična sestava po popisu iz leta 2002 |
| -------------------------------------- | -------------------------------------- | -------------------------------------- | -------------------------------------- | -------------------------------------- |
| Srbi                                   | Srbi                                   |                                        | 830                                    | 98,34%                                 |
| Makedonci                              | Makedonci                              |                                        | 3                                      | 0,35%                                  |
| Črnogorci                              | Črnogorci                              |                                        | 2                                      | 0,23%                                  |
| Hrvati                                 | Hrvati                                 |                                        | 1                                      | 0,11%                                  |
| Romuni                                 | Romuni                                 |                                        | 1                                      | 0,11%                                  |
| Muslimani                              | Muslimani                              |                                        | 1                                      | 0,11%                                  |
| Madžari                                | Madžari                                |                                        | 1                                      | 0,11%                                  |
| Neznano                                | Neznano                                |                                        | 5                                      | 0,59%                                  |